# Jorge Nuno Silva

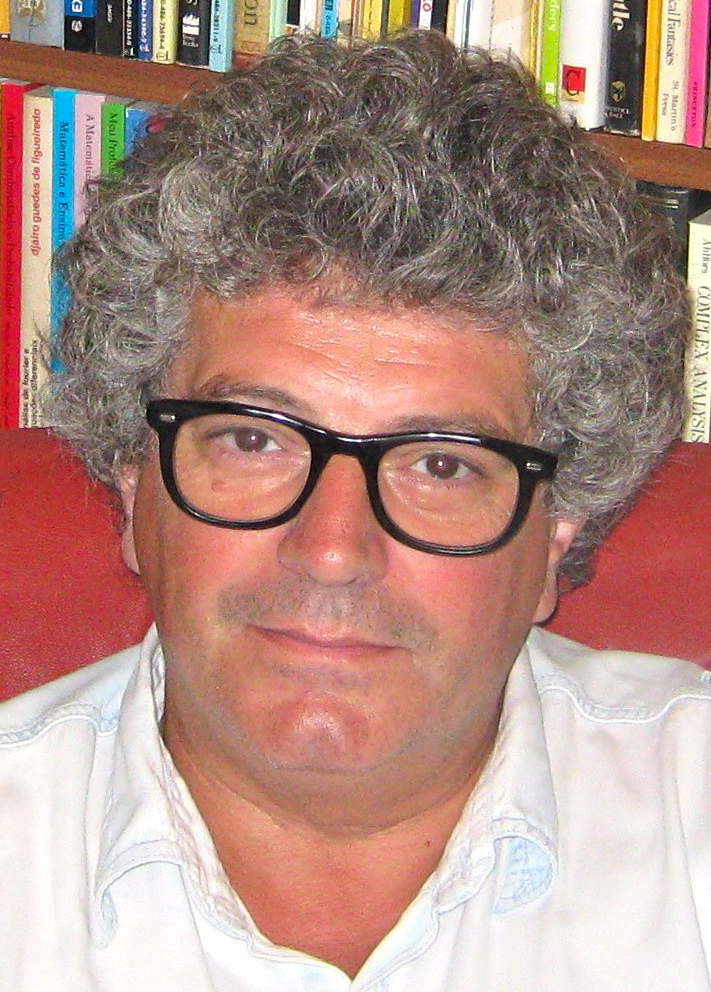
Jorge Nuno Silva (2009)

Jorge Nuno Silva (* 18. Juni 1956 in Viana do Castelo) ist ein portugiesischer Mathematiker, der seine Karriere 1991 an der Universität Lissabon begann. Seit April 2023 ist er im Ruhestand. Zu seinen Interessen gehören die Pädagogik der Mathematik in der Hochschulbildung durch E-Learning sowie die Geschichte der Mathematik, mathematische Spiele und Freizeitmathematik. Er ist der Hauptherausgeber der Zeitschrift Recreational Mathematics Magazine.

## Ausbildung
Im Jahr 1974 schloss er die gymnasiale Oberstufe am Liceu Nacional in Viana do Castelo ab. 1976/77 nahm er ein Studium der Medizin an der Universität Lissabon auf. Im Jahr 1983 erwarb er einen Abschluss in reiner Mathematik an der Fakultät für Naturwissenschaften der Universität Lissabon (FCUL). Im Jahr 1991 erwarb er an der University of California, Berkeley einen Master of Arts und schrieb unter der Leitung von Elwyn Berlekamp einige Anmerkungen zu Spielbeschränkungen. Im Jahr 1994 wurde er an der UC Berkeley, über die Dissertation Some Notes on the Theory of Hilbert Spaces of Analytic Functions on the Unit Dis, unter der Leitung von Donald Erik Sarason, promoviert.

## Lehre
Von 1995 bis zu seiner Pensionierung im Jahr 2023 war er Dozent an der Fakultät für Naturwissenschaften der Universität Lissabon.
Er ist auch Lehrerausbilder bei der Portugiesischen mathematischen Gesellschaft.

## Förderung der Mathematik
Im Jahr 1998 schrieb Silva zusammen mit Paulo Ney De Souza die Berkley Problems of Mathematics, ein Kompendium von Problemen, die unter Mathematikern weit verbreitet sind.
Er ist Präsident der Ludus Association, einer gemeinnützigen Organisation, die die Kultur und Geschichte der Mathematik fördert. Er ist Teil des Centro Interuniversitário de História das Ciências e da Tecnologia (CIUHCT).
Silva engagiert sich für die Popularisierung der Mathematik weltweit. Bei einem deutschen Interview im Jahr 2009 erklärte er seine Leitphilosophie: „Mathematik ist von Natur aus die reine Freude am Denken, und das Gleiche gilt für Brettspiele. In unserer westlichen Kultur fehlt es an herausfordernden Aktivitäten. Spiele können diese Lücke füllen; es gibt viele Zusammenhänge zwischen Mathematik, Geschichte und Kultur.“
Silva ist Mitbegründer des Circo Matemático, der seit seiner Gründung im Jahr 2011 durch mehr als ein Dutzend Länder auf vier Kontinenten getourt ist, um Mathematik populär zu machen. In Portugal hatte er einen erheblichen Einfluss auf die Mathematik im öffentlichen Bildungswesen und erscheint gelegentlich im portugiesischen öffentlich-rechtlichen Fernsehen Rádio e Televisão de Portugal (RTP) als Experte.

## Bücher
- 2017: Proceedings of the Board Game Studies Colloquium (2017), ISBN 1-977599-33-8[13]
- 1998: Berkeley Problems in Mathematics (mit Paulo Ney de Souza), Springer (1998), ISBN 0-387-20429-6
- 1998: Some Notes on Game Bounds, Dissertation.com (1998), ISBN 1-58112-021-4[13]
- 1998: Some Notes on the Theory of Hilbert Spaces of Analytic Functions of the Unit Disc, Dissertation.com (1998), ISBN 1-58112-023-0[13]
- 2013: Mathematical Games, Abstract Games (mit João Neto), Dover Puzzle Books (19201398), ISBN 0-486-49990-1

## Publikationen
- "Konane has infinite nim-dimension" (mit Carlos Pereira dos Santos) Integers: Electronic Journal of Combinatorial Number Theory, Januar 2008[10]
- "On Mathematical Games", The British Journal for the History of Mathematics: Bulletin 26 (2), (2011)
- "Composition Operators on a Local Dirichlet Space", (mit D. Sarason), J. Ana. Math. 87, S. 433–450